# R (spoorwegrijtuig)
Het R-rijtuig of Aanhangrijtuig serie 734 is een voormalige serie van 30 (aanhang)rijtuigen van Belgische spoorwegen voor binnenlands verkeer. Van de jaren 50 tot de jaren 80 waren de R-rijtuigen in gebruik. De rijtuigen waren gebouwd om te dienen als aanhangrijtuigen van dieselmotorrijtuigen series 602 - 606, later bekend als de reeksen 42 - 45. Uiteindelijk werden 10 rijtuigen primair gebouwd als aanhangrijtuig van deze motorwagens. Deze rijtuigen werden in dienst gesteld als serie 734.01 tot 734.10. De overige 20 rijtuigen waren meer reguliere rijtuigen en werden als type R in dienst gesteld.

## Uitvoeringen
- 10 rijtuigen werden gebouwd als aanhangrijtuig van de dieselmotorrijtuigen reeksen 42 - 45. Deze rijtuigen waren genummerd in de serie 734.01 tot 734.10. Dit waren 3e klasserijtuigen met een capaciteit van 78 zitplaatsen. Na de herklassering een jaar na indienststelling werden dit aanhangrijtuigen 2e klasse. De UIC-nummering van deze rijtuigen was 50 88 27 29 580 - 589.
- 16 rijtuigen c8 werden gebouwd als rijtuigen 3e klasse, kort daarop 2e klasse. Deze rijtuigen werden genummerd in de serie 63951 - 63966, na de herklassering 62401 - 62416. Zij telden ook 78 zitplaatsen.
- 4 rijtuigen b6p werden gebouwd als rijtuigen 2e klasse, kort daarop 1e klasse. Daarnaast was er een bagageafdeling. Deze rijtuigen werden genummerd in de serie 66001 - 66004, na de herklassering 68401 - 68404. 45 zitplaatsen kenden deze rijtuigen.

Door het ontbreken van een rijtuigovergang waren deze aanhangrijtuigen niet erg populair. De eerste rijtuigen werden in 1977 en 1978 buiten gebruik gesteld. In de jaren 80 werden met de komst van de rijtuigen M4 de laatste R-rijtuigen buiten dienst gesteld.

## Tweede leven
Hoewel het grootste gedeelte van de rijtuigen is gesloopt, heeft een klein deel van de vloot een tweede leven gekregen, voornamelijk in de vorm van museummaterieel.
| Nummer    | Bij                       | Opmerking                                                         | Afbeelding |
| --------- | ------------------------- | ----------------------------------------------------------------- | ---------- |
| B8 62403  | CFV3V                     | Aanwezig in 1985. Verdere informatie ontbreekt.                   |            |
| B8 62411  | Toeristische Trein Zolder | Naar TTZ op 5 oktober 1982.                                       |            |
| B8 62412  | Toeristische Trein Zolder | Naar TTZ op 5 oktober 1982                                        |            |
| B6P 68404 | Kolenspoor                | Daarvoor bij de Toeristische Trein Zolder. In 2010 gesloopt.      |            |
| B6P 68402 | CFV3V                     | Aanwezig in 1985. Verdere informatie ontbreekt.                   |            |
| R 63 961  | Kolenspoor                | Daarvoor bij de Toeristische Trein Zolder. In 2012 gerestaureerd. |            |
| R 63 962  | Kolenspoor                | Daarvoor bij de Toeristische Trein Zolder. In 2010 gesloopt.      |            |